# House of Assembly (St. Lucia)
Das House of Assembly (deutsch: Versammlungshaus) ist das Unterhaus im Zweikammersystem von St. Lucia.
Das Unterhaus wurde 1925 erstmals aufgestellt. Heute besteht es aus 17 Abgeordneten, die für fünf Jahre gewählt werden. Die letzten Wahlen fanden am 6. Juni 2016 statt.

## Zusammensetzung des Parlamentes
Sitzverteilung gemäß den Wahlen von 2021:
- United Workers Party: 13 Sitze
- Saint Lucia Labour Party: 2 Sitze
- Unabhängige Kandidaten: 2 Sitze